# Винево
Винево (болг. Винево) — село в Болгарии. Находится в Хасковской области, входит в общину Минерални-Бани. Население составляет 277 человек.

## Политическая ситуация
В местном кметстве Винево, в состав которого входит Винево, должность кмета (старосты) исполняет Сами Бейсим Билял (Движение за права и свободы (ДПС)) по результатам выборов.
Кмет (мэр) общины Минерални-Бани — Орхан Шабан Мюмюн (Движение за права и свободы (ДПС)) по результатам выборов.